# Indeks chromatyczny
Indeks chromatyczny grafu {\displaystyle (\chi '(G))} – pojęcie związane z kolorowaniem krawędzi grafu. Określa minimalną liczbę kolorów wystarczającą do prawidłowego pokolorowania krawędzi grafu. Innymi słowy, to najmniejsza liczba kolorów potrzebnych do pomalowania krawędzi tak, aby żadne dwie krawędzie mające wspólny wierzchołek nie były tego samego koloru.
Indeks chromatyczny grafu jest równy liczbie chromatycznej jego grafu krawędziowego.
Znalezienie indeksu chromatycznego jest problemem NP-trudnym, mimo że można bardzo dokładnie oszacować jego wartość. Wadim G. Wizing udowodnił, że {\displaystyle \chi '(G)\leqslant \Delta (G)+1.} Ponieważ {\displaystyle \chi '(G)\geqslant \Delta (G),} więc jeśli znamy stopień grafu wiemy, że indeks chromatyczny przyjmuje jedną z dwóch wartości: {\displaystyle \Delta (G),} {\displaystyle \Delta (G)+1.}
Konsekwencją twierdzenia Wizinga jest podział wszystkich grafów na dwie klasy ze względu na indeks chromatyczny. Okazuje się, że znacznie więcej jest grafów o indeksie chromatycznym równym {\displaystyle \Delta (G).} Grafy takie nazywamy grafami klasy 1, a ich przykładami są grafy dwudzielne, a także grafy pełne o parzystej liczbie wierzchołków. Grafami klasy 2, a więc o indeksie chromatycznym równym {\displaystyle \Delta (G)+1,} są np. nieparzyste cykle, jak również grafy pełne nieparzystego rzędu.
Indeks chromatyczny dowolnego nieparzystego cyklu wynosi 3